# Posta (газета)
Posta — массовая коммерческая турецкая ежедневная газета. Начала издаваться в 1995 году, первый выпуск вышел 23 января. Ежедневный тираж примерно 516 000 экземпляров (2009). Публикуется в Стамбуле издательством «Доган Холдинг», который владеет рядом других крупных турецких газет, включая газету Hürriyet.